# San Biagio Platani
San Biagio Platani település Olaszországban, Szicília régióban, Agrigento megyében. Lakosainak száma 2860 fő (2023. január 1.). San Biagio Platani Alessandria della Rocca, Casteltermini, Sant'Angelo Muxaro és Santo Stefano Quisquina községekkel határos.

## Népesség
A település lakossága az elmúlt években az alábbi módon változott:
| Lakosok száma | 3275 | 3212 | 2860 |
|               | 2017 | 2018 | 2023 |